# Marquês Townshend

Brasão de Armas dos Marqueses Townshend (1787).

Marquês Townshend /ˈtaʊnzənd/ é um título no Pariato da Grã-Bretanha detido pela família Townshend de Raynham Hall em Norfolk. O título foi criado em 1787 para George Townshend, 4.º Visconde Townshend.

## História
A família Townshend descende de Roger Townshend, que em 1617 foi criado baronete, de Raynham, no Condado de Norfolk, no Baronetage da Inglaterra. Mais tarde, ele representou Orford e Norfolk na Câmara dos Comuns. Seu filho mais novo, o terceiro baronete (que sucedeu seu irmão mais velho), desempenhou um papel importante na restauração da monarquia após a Guerra Civil e também foi membro do Parlamento por Norfolk.  Em 1661, ele foi nomeado Barão Townshend, de Lynn Regis, no Condado de Norfolk, e em 1682 foi ainda mais homenageado quando foi nomeado Visconde Townshend, de Raynham, no Condado de Norfolk. Ambos os títulos estavam no Pariato da Inglaterra.
Ele foi sucedido por seu filho, o segundo Visconde. Ele foi um estadista proeminente e serviu como Secretário de Estado do Departamento do Norte de 1714 a 1716 e de 1721 a 1730. Lorde Townshend também é lembrado pelas reformas agrícolas que empreendeu em sua propriedade em Norfolk e ganhou o apelido de "Turnip Townshend". Seu filho mais velho, o terceiro visconde, representou Great Yarmouth na Câmara dos Comuns por um breve período. Entretanto, em 1723, enquanto seu pai ainda estava vivo, ele foi convocado para a Câmara dos Lordes por meio de um mandado de aceleração do título júnior de seu pai, Barão Townshend (embora ele fosse denominado "Lorde Lynn", tirado da designação territorial da baronia, para distingui-lo de seu pai). Lorde Townshend serviu mais tarde como Lorde Tenente de Norfolk.
Ele foi sucedido por seu filho mais velho, o quarto Visconde. Ele foi marechal de campo do Exército e serviu como Lorde Tenente da Irlanda e como Mestre-General de Artilharia. Em 1787 foi criado Marquês Townshend no Pariato da Grã-Bretanha. Lord Townshend casou-se pela primeira vez com Charlotte Compton, 16ª Baronesa Ferrers de Chartley e 7.ª Baronesa Compton. Ele foi sucedido por seu filho mais velho, o segundo Marquês. Após a morte de sua mãe em 1770, ele já havia sucedido nas baronias Ferrers de Chartley e Compton. Em 1784, 23 anos antes de suceder ao seu pai, foi nomeado Conde de Leicester no Pariato da Grã-Bretanha. Sua escolha do título derivou de sua descendência de Lady Lucy Sydney, filha de Robert Sidney, 2.º Conde de Leicester (um título que havia sido extinto em 1743). Lord Townshend mais tarde ocupou o cargo de Mestre da Casa da Moeda, Diretor Geral Adjunto dos Correios e Lorde Steward of the Household.
Seu filho, o terceiro marquês, não tinha filhos. Com sua morte em 1855, o condado de Leicester foi extinto, enquanto as baronias de Ferrers de Chartley e Compton caíram em desuso. Ele foi sucedido nos outros títulos por seu primo de primeiro grau, o quarto marquês. Ele era filho de Lorde John Townshend, segundo filho do primeiro Marquês. Lorde Townshend foi contra-almirante da Marinha Real e também foi membro do Parlamento por Tamworth. Seu filho, o quinto marquês, também representou Tamworth no Parlamento (como liberal). Desde 2013  os títulos são detidos pelo bisneto deste último, o oitavo marquês, que sucedeu seu pai em abril de 2010.
Vários outros membros da família Townshend também ganharam destaque. Charles Townshend, segundo filho do terceiro visconde, foi um proeminente estadista e orador e serviu como Chanceler do Tesouro de 1766 a 1767. O político Thomas Townshend, 1.º Visconde Sydney, que deu nome à cidade de Sydney, na Austrália, era filho do Hon. Thomas Townshend, segundo filho do segundo Visconde. O neto de Sydney era o político liberal John Townshend, 1.º Conde de Sydney. Charles Townshend, 1.º Barão Bayning, era filho do Hon. William Townshend, terceiro filho do segundo Visconde. Veja também Roger Townshend, Almirante George Townshend, Lorde Charles Townshend, Lorde John Townshend, Lorde Charles Townshend, Lorde James Townshend, Charles Fox Townshend e Major-General Sir Charles Vere Ferrers Townshend.
Como Lorde Townshend não possui títulos com nomes diferentes do seu título principal, a designação territorial de seu visconde é usada para seu herdeiro, que é denominado Visconde Raynham. Entre 1807 e 1855, o título de cortesia foi Conde de Leicester (embora o título não tenha sido usado de 1811 a 1855, pois não havia um herdeiro aparente real para o marquesado durante esse período, mas o condado foi "usurpado" por John Dunn-Gardner em 1823-1843), enquanto de 1782 a 1855 o título de cortesia usado pelo herdeiro aparente do condado de Leicester foi Lorde Ferrers de Chartley (e consequentemente não foi usado de 1811 a 1855, pois não havia um herdeiro aparente real para o condado ou marquesado).
O atual Marquês detém os títulos subsidiários: Visconde Townshend, de Raynham no Condado de Norfolk (criado em 1682); Barão Townshend, de Lynn Regis no Condado de Norfolk (criado em 1661); Baronete Townshend, 'de Raynham no Condado de Norfolk' (criado em 1617), todos no Pariato da Inglaterra. Conforme observado acima, por ter o mesmo nome do título principal, o Visconde foi chamado de "Visconde Raynham" e a Baronia de "Barão Lynn".
A sede da família é Raynham Hall, Fakenham, Norfolk.

## Baronetes Townshend, de Raynham (1617)
- Sir Roger Townshend, 1.º Baronete (1596–1637)
- Sir Roger Townshend, 2.º Baronete (1628–1648)
- Sir Horatio Townshend, 3.º Baronete (1630–1687) (criado Barão Townshend em 1661 e Visconde Townshend em 1682)

## Viscondes Townshend (1682)
- Horatio Townshend, 1.º Visconde Townshend (1630–1687)
- Charles Townshend, 2.º Visconde Townshend (1674–1738)
- Charles Townshend, 3.º Visconde Townshend (1700–1764)
- George Townshend, 4.º Visconde Townshend (1724–1807) (criado Marquês Townshend em 1787)

## Marqueses Townshend (1787)
- George Townshend, 1.º Marquês Townshend (1724–1807)
- George Townshend, 2.º Marquês Townshend, 1.º Conde de Leicester (1753–1811)
- George Ferrars Townshend, 3.º Marquês Townshend, 2.º Conde de Leicester (1778–1855)
- John Townshend, 4.º Marquês Townshend (1798–1863)
- John Villiers Stuart Townshend, 5.º Marquês Townshend (1831–1899)
- John James Dudley Stuart Townshend, 6.º Marquês Townshend (1866–1921)
- George John Patrick Dominic Townshend, 7.º Marquês Townshend (1916–2010)
- Charles George Townshend, 8.º Marquês Townshend (nascido em 1945)

## Nobre presente
Charles George Townshend, 8.º Marquês Townshend (nascido em 26 de setembro de 1945) é filho do 7.º Marquês e sua esposa Elizabeth Pamela Audrey Luby. Ele foi denominado Visconde Raynham desde o nascimento e foi educado no Eton College.  
Em 23 de abril de 2010, ele sucedeu como Marquês Townshend (GB, 1787), Visconde Townshend de Raynham (E., 1682) e Barão Townshend de Lynn Regis (E., 1682), e também se tornou o 13.º baronete Townshend, de Rainham, Norfolk (1617). 
Em 9 de outubro de 1975, ele se casou primeiramente com Hermione Ponsonby, filha do tenente-comandante Robert Martin Dominic Ponsonby RN e Dorothy Edith Jane Lane. Em 1990, ele se casou pela segunda vez com Alison Combs, filha de Sir Willis Ide Combs. Com sua primeira esposa ele tem dois filhos: 
- Thomas Charles Townshend, Visconde Raynham (nascido em 1977)
- Lady Louise Elizabeth Townshend (nascida em 1979)

O herdeiro aparente é o filho do atual titular, cujo herdeiro aparente é seu filho Rafe Thomas Townshend (nascido em 2014). 